# Darjiwka (obwód chersoński)
Darjiwka (ukr. Дар'ївка) – wieś na południu Ukrainy, w obwodzie chersońskim, w rejonie biłozerskim. Położona w zakolu Ingulca przy drodze międzynarodowej M14. Wieś ma 2 825 mieszkańców.

## Historia
Wieś założona 8 czerwca 1780 roku w dobrach rzeczywistego tajnego radcy hrabiego Komstadiusa, gubernatora w Chersoniu. W 1859 zamieszkiwana przez 185 mężczyzn i 186 kobiet.